# Enköpings SK HK
Enköpings SK HK är en ishockeyklubb från Enköping i Sverige. A-laget spelade i division II fram till 1976 då den var andraserien i Sverige. Efter serieombildningen 1975 hamnade ESK i Division I under en säsong. Det skulle dröja till säsongen 2005/2006 innan man var tillbaka i division 1 igen, men man har sedan dess hållit sig kvar. 2010 tog man sig även till Kvalserien till Hockeyallsvenskan.

## Resultat senaste säsonger
| Säsong    | Division           | Placering | Vårserie                  | Kval/Playoff                                                           |
| --------- | ------------------ | --------- | ------------------------- | ---------------------------------------------------------------------- |
| 2005/2006 | Division 1C        | 8         |                           |                                                                        |
| 2006/2007 | Division 1C        | 2         | 4:a i Allettan Södra      |                                                                        |
| 2007/2008 | Division 1C        | 1         | 3:a i Allettan Mellan     | Playoff: Besegrar Nacka, utslagna av Troja.                            |
| 2008/2009 | Division 1C        | 2         | 2:a i Allettan Mellan     | Playoff: Utslagna av Örebro HK                                         |
| 2009/2010 | Division 1C        | 2         | 2:a i Allettan Mellan     | Playoff: Besegrar Asplöven HC 6:a i kvalserien till Hockeyallsvenskan. |
| 2010/2011 | Division 1C        | 1         | 3:a i Allettan Mellan     | Playoff: Besegrar Wings och Hudiksvall, utslagna av Vita Hästen.       |
| 2011/2012 | Division 1C        | 7         | 1:a i fortsättningsserien | Playoff: Besegrar Åker/Strängnäs, utslagna av Kallinge.                |
| 2012/2013 | Division 1C        | 3         | 3:a i Allettan Mellan     | Playoff: Besegrar Wings, utslagna av Kiruna IF.                        |
| 2013/2014 | Division 1C        | 4         | 8:a i Allettan Mellan     |                                                                        |
| 2014/2015 | Hockeyettan Östra  | 8         | 3:a i vårserien           |                                                                        |
| 2015/2016 | Hockeyettan Västra | 9         | 3:a i vårserien           |                                                                        |
| 2016/2017 | Hockeyettan Västra | 9         | 2:a i vårserien           |                                                                        |
| 2017/2018 | Hockeyettan Västra | 10        | 2:a i vårserien           |                                                                        |
| 2018/2019 | Hockeyettan Östra  | 5         | 9:a i Allettan Norra      | Playoff: Utslagna av Vimmerby                                          |
| 2019/2020 | Hockeyettan Östra  | 10        | 5:a i Vårettan            |                                                                        |
| 2020/2021 | Hockeyettan Östra  | 2         | 9:a i Allettan Norra      |                                                                        |
| 2021/2022 | Hockeyettan Östra  | 9         | 6:a i Vårettan Norra      |                                                                        |
| 2022/2023 | Hockeyettan Östra  | 9         | 7:a i Vårettan            |                                                                        |

## Kända spelare
- Niclas Hävelid
- Christian Sjögren
- Daniel Grillfors